# Megan Jones
Megan Victoria Jones (Adelaida, 6 de noviembre de 1976) es una jinete australiana que compitió en la modalidad de concurso completo.
Participó en los Juegos Olímpicos de Pekín 2008, obteniendo una medalla de plata en la prueba por equipos (junto con Shane Rose, Sonja Johnson, Lucinda Fredericks y Clayton Fredericks). Ganó una medalla de bronce en el Campeonato Mundial de Concurso Completo de 2006.

## Palmarés internacional
| Juegos Olímpicos   | Juegos Olímpicos     | Juegos Olímpicos  | Juegos Olímpicos |
| Año                | Lugar                | Medalla           | Categoría        |
| ------------------ | -------------------- | ----------------- | ---------------- |
| 2008               | Hong Kong (China)    | Medalla de plata  | Por equipos      |
| Campeonato Mundial |                      |                   |                  |
| Año                | Lugar                | Medalla           | Categoría        |
| 2006               | Aquisgrán (Alemania) | Medalla de bronce | Por equipos      |